# Orbita poseidocentrica
In astronomia e astronautica si dice orbita poseidocentrica una qualsiasi orbita attorno al pianeta Nettuno. Tutti i satelliti naturali di Nettuno, oltre alle particelle che compongono i suoi anelli, sono attualmente in orbita poseidocentrica; al contrario, nessuna sonda spaziale di fabbricazione umana è sinora entrata in orbita attorno al pianeta. Tale orbita ovviamente è anche di tipo planetocentrica

## Orbite notevoli
Alcuni tipi particolari di orbita poseidocentrica sono l'orbita poseidosincrona e l'orbita poseidostazionaria.